# Good Charlotte
A Good Charlotte egy amerikai rock zenekar Waldorfból, Maryland államból, 1996-ban alapították. 1998 óta a zenekar állandó tagjai: Joel Madden énekes, Benji Madden gitáros, háttérénekes, Paul Thomas basszusgitáros és Billy Martin gitáros, billentyűs. A legújabb dobosuk Deam Butterworth, aki 2005 óta tagja az együttesnek. Eddig 5 stúdióalbumuk jelent meg: Good Charlotte (2000), The Young and the Hopeless (2002), The Chronicles of Life and Death (2004), Good Morning Revival (2007) és a Cardiology (2010), illetve 2 válogatásalbum Greatest Remixes (2008) és Greatest Hits (2010) címmel.

## Történet

### Korai évek és a ’’Good Charlotte’’ album (1996-2001)
A zenekar nevét Washington DC közelében kapta, amikor is a WHFS nevű rádió minden évben megrendezett fesztiválján, a HFStivalon léptek fel 1998-ban és ’99-ben.
A Good Charlotte című album 2000-ben jelent meg, ami egyben a zenei karrierjük kezdetét is jelentette. 3 kislemezt tartalmaz: „Little Things”, „Motivation Proclamation” és a „Festival Song”. Aaron Escolopio volt az együttes dobosa az albumon, de kilépett a zenekart a The Young and the Hopeless előtt, hogy csatlakozzon a testvére zenekarához, a Wakefieldhez, őt pedig Dusty Brill követte.

### The Young and the Hopeless(2002–2003)
A 2002-ben kiadott The Young and the Hopeless 4,9 millió példányban kelt el, és meghozta a zenekarnak a népszerűséget. Az áttörő kislemezük, a "Lifestyles of the Rich and Famous" az egész világon listavezető volt, beleértve pop és rock listákat egyaránt. Az albumról megjelent kislemezek: "The Anthem", "Girls & Boys", "The Young and the Hopeless," és a "Hold On". A zenekar a Blink-182-t, a Sum 41-t, Elton Johnt, a Culture Clubot, Boy George-ot és Prince-t jelölte meg az album inspirálójaiként.
Az album rögtön tripla platinalemez lett, több, mint 3 millió példányt eladva az RIAA szerint. Szerepeltek az American Idolban, a CNN-en, a The Today Show-n, a Rolling Stone és az Alternative Press magazinok címlapján és a The New York Timesban. Továbbá az MTV-n és az MTV2-n is népszerűek lettek, ahol a klipjeiket rendszeresen játszották. A „Lifestyles of the Rich and Famous”-szel pedig elnyerték a „Nézők választottja” díjat a 2003-as MTV Video Music Awardson.
A zenekar dobosokat vett fel a „The Young and the Hopeless” felvétele, megjelenése és turnéztatása alatt, mert a korábbi dobos, Aaron az album kiadása előtt hagyta el a csapatot. 2003-ban Chris Wilson lett a végleges tag; a The Used nevű zenekarban lévő közös barátok által.

### The Chronicles of Life and Death(2004–2007)
A Good Charlotte harmadik albuma a The Chronicles of Life and Death nevet viseli, 2004-ben jelent meg az Epic Records gondozásában. Vegyes kritikákkal illette mind a zenei sajtó, mind a fanok. 2,2 millió példány kelt el belőle. Az albummal egyértelműen más irányt vettek, mint az előző kettőnél, lírikus témákat öntöttek a Good Charlotte kezdeti hangzásába. Az albumról megjelent kislemezek: "Predictable", "I Just Wanna Live", "The Chronicles of Life and Death" és a "We Believe". Az egyetlen kislemez, amely megjelent a U.S. Hot 100-on az "I Just Wanna Live" volt. Az összes bejutott a top 30-ba az Egyesült Királyságban, kivéve a "We Believe"-et.
2005 májusában – sok spekuláció után – hivatalosan is bejelentették, Chris Wilson elhagyta a zenekart egészségügyi okok miatt. Benji elmondta a Kerrang! magazinnak, számára „2005 mélypontja volt, hogy Chris kilépett a zenekarból.” Később Chris a pop-rock együtteshez, a The Summer Obsessionhöz csatlakozott, 2007-es feloszlása után jelenleg az Allegiance to the Fire-ben dobol.
A Good Charlotte „Noise to the World” elnevezésű turnéján, aminek Simple Plan és a Relient K is a zenekarai voltak, Dean Butterworth csatlakozott a zenekarhoz (aki régebben a Morrisseynak volt az ideiglenes dobosa), mint állandó dobos.
Benji Madden interjúkban elmondta, úgy érzi, ez a lemez nem volt olyan sikeres, mint az előző a „túlzott önzősége” miatt.[forrás?]

### Good Morning Revival(2007–2008)
A Good Morning Revival a Good Charlotte negyedik albuma, a 2004-es The Chronicles of Life and Death-et követi a sorban. 2007 márciusában adták ki hivatalosan, a pontos dátumok országról-országra változtak. A Good Morning Revival 13 ország top 10-es listáján debütált, beleértve az USA-t, ezzel eddig az egyik legnagyobb nemzetközi listahelyezéseiket érték el, 4,5 millió példány talált gazdára. 2007. január 23-án éjféltől a lemezt elő lehetett rendelni az iTuneson. Akik előre rendelték, a "The River" című kislemezt azonnal letölthették, míg az album többi részét a megjelenés napján. Illetve letölthették a dalnak egy exkluzív akusztikus verzióját. Ez az album a pop-punk gyökereiktől eltérő hangzást sejtetett.
Az album első kislemeze a "The River", amiben az Avenged Sevenfold énekese, M. Shadows, és gitárosa Synyster Gates is közreműködik, 2007. január 4-én jelent meg online, és az első kislemezként adták ki Észak-Amerikában. A „The River” klipjét olyan egyesült királysági zenecsatornák játszották, mint a Kerrang!, vagy a Scuzz 2007. április 13-án, ez volt a második kislemez az albumról az Egyesült Királyságban. A dal a 108. helyig jutott el. A "Keep Your Hands Off My Girl" első kislemezként jelent meg az Egyesült Királyságban és Ausztráliában. Előbbiben 36. helyezést ért el az első héten az internetes eladások listáján, majd felkúszott a 23.-ra, amikor a boltokban is kapni lehetett. A második kislemez Észak-Amerikában a "Dance Floor Anthem" volt, ami egy meglepetés-sláger lett, ugyanis 11 különböző Billboard listán szerepelt, Ausztráliában pedig a 2. helyet érte el. A „Keep Your Hands Off My Girl” 2009 júliusában aranylemez lett az MTV International által. 2007 első felében 3.000-szer játszották 4 kontinensen.[forrás?] 2008. január 1-jén a Good Charlotte szerepelt Tila Tequila újévi álarcos partiján az MTV-n, ahol a "Dance Floor Anthem"című slágerüket adták elő.
Az album promotálását több amerikai és nemzetközi TV szereplés követte. Elsőként a zenekar megjelent a The Tonight Show with Jay Lenon 2007. április 9-én, a Jimmy Kimmel Live külső színpadán április 11-én és a The Late Late Show with Craig Fergusonon április 27-én. Joel és Benji Madden, a Good Charlotte énekese és gitárosa társműsorvezetője volt Fergie-nek az MTV Australia Video Music Awardson 2007. április 29-én, ahol az együttes meg is nyerte az "Ausztráliai nézők választottja" díjat a "Keep Your Hands Off My Girl"-ért. 2007 augusztusában részt vettek Justin Timberlake FutureSex/LoveShow elnevezésű turnéján, mint Timberlake előzenekara a második észak-amerikai fordulóban. A 2007. augusztus 16-án megrendezett madison square gardeni koncertet az HBO közvetítette.
2008. november 25-én megjelent a Greatest Remixes válogatásalbum, ami 15 korábbi Good Charlotte dalt tartalmaz, de más zenészek által remixelve, mint például a Metro Station, Junior Sanchez, William Beckett a The Academy Is...-ből, Patrick Stump a Fall Out Boyból és a The White Tie Affair a Kill Hannah-s Mat Devine közreműködésével.

### Cardiologyés hiátus (2009–jelen)
A Good Charlotte ötödik albuma 2010. november 2-án jelent meg. A hangzást leírva Joel Madden azt nyilatkozta az MTV-nek, hogy hasonlítani fog a Blink-182-ra. Joel azt is elmondta: „Egyáltalán nincs semmilyen táncikálós a lemezen, különbözik az előzőtől,” 2008. december 3-án a Kerrang! magazin bejelentette, a Good Charlotte ötödik stúdióalbumát fogja megjelentetni 2009-ben, Cardiology címmel. A cím Joel elmondása alapján a szövegek tartalma miatt került választásra, ami „minden a szívhez kapcsolódik”. Madden hozzátette, már 20 dalt írtak és visszatérnek a pop-punk gyökereikhez. 2010. január 24-én bejelentették, hogy befejezték az albumot, de kidobják és felveszik egy másik producerrel, Don Gilmore-ral, aki az első és a negyedik lemezükön volt producer, a Good Charlotte-on és a Good Morning Revivalon.
A Good Charlotte kiadta az első kislemezt az albumról "Like It's Her Birthday" címmel 2010. augusztus 24-én. Az internetre 2010. augusztus 5-én tették fel, a weboldalukon írták, ha a dal klipjét több, mint 100.000-szer tekintik meg, egy másik dalt is felraknak. Ez meg is történt augusztus 15-én, és a zenekar feltette a YouTube csatornájára a "Counting the Days" c. dalt, és kijelentette, ez lesz a második kislemez az albumról. A "Like It's Her Birthday" klipjében a The Main nevű zenekar énekese, John O’Callaghan és gitárosa, Kennedy Brock, valamint a Boys Like Girls névet viselő zenekar énekese, Martin Johnson és gitárosa, Paul DiGiovanni tűnt fel.
2010. november 5-én a Good Charlotte egykori kiadója, a Sony Music kiadott egy Greatest Hits válogatást Ausztráliában, azt a 16 kislemezt 4 stúdióalbumról, amit a zenekar annál a kiadónál jelentetett meg. 2011. január 6-án az USA-ban, 2011. február 16-án Japánban is kiadták.
2010. szeptember 13-án kijelentették, a Good Charlotte lesz a főzenekara a 2011 Kerrang! Relentless Tournak, olyan előzenekarokkal, mint a Four Year Strong, a Framing Hanley és a The Wonder Years. 2011. március 3-án a This Centuryval és a Forever The Sickest Kids-dzel mentek észak-amerikai turnéra. 2011 júniusában a Good Charlotte Amerikában turnéra indult, aminek a másik főzenekara a Yellowcard, az előzenekara a Runner Runner volt. Ugyanabban a hónapban a Punkvideosrock.comnak adott interjújában Billy és Paul elmondták, a következő 5 évre terveznek turnékat.
2011. szeptember 1-jén a Good Charlotte a Rolling Stone magazinban bejelentette, hogy szünetet tartanak, de a Madden testvérek egy ingyenes mixfelvételt fognak kiadni, amely 2011 októberében jött ki „Before The Fame: The Madden Brothers” címmel.

#### Lehetséges hatodik stúdióalbum
2011 decemberében Joel Maddent megkérdezték, lesz-e 6. GC album, amire azt válaszolta: „Nem bírunk megmaradni a fenekünkön. Azt mondtuk, nem fogunk még egy albumba belekezdeni, amíg nem gondoljuk úgy. Így hát várunk, hogy eljöjjön az a pillanat, és el fog... A Good Charlotte több, mint egy zenekar, mi mindig együtt leszünk.”

## Aktivizmus
Billy Martin aktív vegetáriánus, és elnyerte a PETA „Az év vegetáriánusa” díjat. A múltban aktívan támogatták a PETA állatjogi kampányait. A zenekar tagjai felvettek egy dalt „Lifestyles of the Rich and Famous” címmel, a PETA „Liberation” c. CD-jére, és megjelentek a PETA 25. évfordulós gáláján. A csapat tagjai tüntettek a KFC csirkékkel szembeni bánásmódja miatt.
Az ikrek egy YouthAIDS kampány arcai is „Aldo Fights AIDS” néven.

## Tagok
Jelenlegi felállás
- Benji Madden – ritmus- és szólógitár, háttérvokál (1996–jelen)
- Joel Madden – ének (1996–jelen)
- Paul Thomas – basszusgitár (1996–jelen)
- Dean Butterworth – dobok, ütős (2005–jelen)
- Billy Martin – ritmus- és szólógitár, billentyűsök, zongora (1998–jelen)

Korábbi tagok
- Chris Wilson – dobok, ütős (2003–2005)
- Josh Freese – dobok, ütős  (2001–2003)
- Aaron Escolopio – dobok (1996–2001)

## Diszkográfia
- Good Charlotte (2000)
- The Young and the Hopeless (2002)
- The Chronicles of Life and Death (2004)
- Good Morning Revival (2007)
- Cardiology (2010)
- Youth Authority (2016)

## Kapcsolódó
- 2003-ban a zenekar egy King Gordy videóban, a Nightmaresben szerepelt.
- 2008-ban a Good Charlotte egy Three 6 Mafia dalon tette tiszteletét, a dal neve „My Own Way” és a Last 2 Walk c. CD-ről van.
- 2008-ban magukat alakították egy ICarly filmben: iGo to Japan.
- 2012-ben a Last Night c. daluk feltűnt az Amerikai pite: A találkozó c. filmben.